# Segundo vino

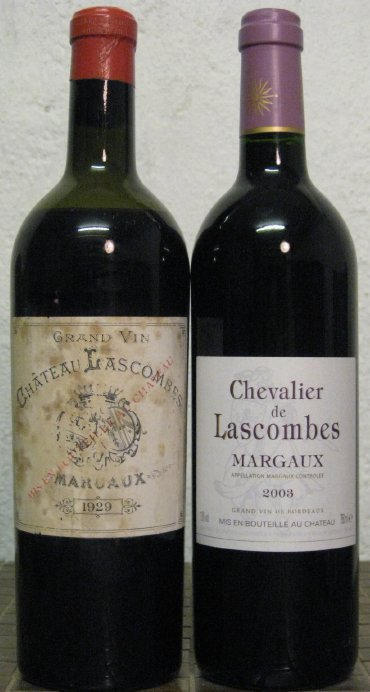
Dos vinos de la bodega Château Lascombes, el Grand vin y el Second vin, Chevalier de Lascombes.

Segundo vino (o segunda etiqueta; en francés, Second vin) es un término relacionado normalmente con el vino de Burdeos para referirse a una segunda etiqueta de vino elaborado con la cuvee no elegida para usarse en el Grand vin o primera etiqueta. Dependiendo del estilo vitícola de la casa, pueden seleccionarse parcelas individuales de viñedo, a menudo las de las vides más jóvenes, y se fermenta separadamente eligiéndose las mejores barricas para el mejor vino de la casa, con las otras embotelladas bajo una etiqueta separada y vendidas por un precio inferior al del Grand vin. 
En las peores cosechas, una bodega puede elegir elaborar solo el vino de segunda etiqueta antes que comercialidad una cantidad inferior a la normal de su Grand vin o un vino que no estaría a la altura de las pasadas cosechas bajo ese nombre. La práctica tiene sus raíces en el siglo XVIII pero se hizo más prominente comercialmente en los años ochenta, cuando los consumidores descubrieron estos vinos como una manera más asequible de beber el producto de un primer "cru" o vino clasificado sin pagar un sobreprecio por la etiqueta de la finca y la clasificación.
Desde el punto de vista del productor, un segundo vino permite a la bodega usar una selección estricta para su Grand Vin, mientras que sigue capitalizando su nombre y los canales de distribución al vender el segundo vino, que será mucho más provechoso que vender un vino menor "anónimamente" para ser usado, por ejemplo, en embotellados a granel.

## Lista de segundos vinos de Burdeos

### "Cru"clasificados de 1855, Médoc
| Fincas primer "cru"                            | Segundo vino                                                 |
| ---------------------------------------------- | ------------------------------------------------------------ |
| Château Latour                                 | Les Forts de Latour                                          |
| Château Margaux                                | Pavillon Rouge de Château Margaux                            |
| Château Mouton-Rothschild                      | Le Petit Mouton de Mouton Rothschild                         |
| Château Haut-Brion                             | Bahans Haut-Brion                                            |
| Château Lafite Rothschild                      | Carruades de Lafite-Rothschild                               |
| Fincas segundos "cru"                          |                                                              |
| Château Rauzan-Ségla                           | Ségla                                                        |
| Château Rauzan-Gassies                         | Chevalier de Rauzan-Gassies (previamente Enclos de Moncabon) |
| Château Léoville-Las Cases                     | Clos du Marquis                                              |
| Château Léoville-Poyferré                      | Château Moulin Riche                                         |
| Château Léoville Barton                        | La Réserve de Léoville Barton                                |
| Château Durfort-Vivens                         | Vivens de Durfort-Vivens (previamente Domaine de Curebourse) |
| Château Gruaud-Larose                          | Sarget de Gruaud-Larose                                      |
| Château Lascombes                              | Chevalier de Lascombes                                       |
| Château Brane-Cantenac                         | La Barón de Brane                                            |
| Château Pichon Longueville Baron               | Les Tourelles de Longueville                                 |
| Château Pichon Longueville Comtesse de Lalande | Reserve de la Comtesse                                       |
| Château Ducru-Beaucaillou                      | La Croix de Beaucaillou                                      |
| Château Cos d'Estournel                        | Les Pagodes de Cos                                           |
| Château Montrose                               | La Dame de Montrose                                          |
| Fincas terceros "crus"                         |                                                              |
| Château Kirwan -                               | Les Charmes de Kirwan                                        |
| Château d'Issan                                | Blason d'Issan                                               |
| Château Lagrange                               | Le Fiefs de Lagrange                                         |
| Château Langoa Barton                          | Lady Langoa                                                  |
| Château Giscours                               | La Sirène de Giscours                                        |
| Château Malescot St. Exupéry                   | La Dame de Malescot                                          |
| Château Cantenac-Brown                         | Brio de Cantenac-Brown                                       |
| Château Boyd-Cantenac                          | Jacques Boyd                                                 |
| Château Palmer                                 | Alter Ego de Palmer (reemplazó Réserve du Général en 1998)   |
| Château La Lagune                              | Moulin de la Lagune                                          |
| Château Desmirail                              | Initial de Desmirail                                         |
| Château Calon-Ségur                            | Château Marquis de Calon                                     |
| Château Ferrière                               | Les Remparts de Ferrière                                     |
| Château Marquis d'Alesme Becker                | Marquise d'Alesme                                            |
| Fincas cuartos "crus"                          |                                                              |
| Château Talbot                                 | Connétable de Talbot                                         |
| Château Branaire-Ducru                         | Duluc de Branaire-Ducru                                      |
| Château Duhart-Milon-Rothschild                | Moulin de Duhart                                             |
| Château Pouget                                 | Antoine Pouget                                               |
| Château La Tour Carnet                         | Les Douves de Carnet                                         |
| Château Lafon-Rochet                           | Les Pélerins de Lafon-Rochet                                 |
| Château Beychevelle                            | Amiral de Beychevelle                                        |
| Château Prieuré-Lichine                        | La Cloître Prieuré-Lichine                                   |
| Château Marquis de Terme                       | Les Gondats de Marquis de Terme                              |
| Fincas quintos "crus"                          |                                                              |
| Château Pontet-Canet                           | Les Hauts de Pontet-Canet                                    |
| Château Haut-Batailley                         | Château La Tour l'Aspic                                      |
| Château Grand-Puy-Lacoste                      | Lacoste-Borie                                                |
| Château Grand-Puy-Ducasse                      | Prélude à Grand-Puy Ducasse                                  |
| Château Lynch-Bages                            | Château Haut-Bages Averous                                   |
| Château Lynch-Moussas                          | Les Hauts de Lynch Moussas                                   |
| Château Dauzac                                 | La Bastide de Dauzac                                         |
| Château Haut-Bages-Libéral                     | La Chapelle de Bages                                         |
| Château Pédesclaux                             | Sens de Pédesclaux                                           |
| Château Belgrave                               | Diane de Belgrave                                            |
| Château de Camensac                            | La Closerie de Camensac                                      |
| Château Cos Labory                             | Le Charme Labory                                             |
| Château Croizet Bages                          | La Tourelle de Croizet-Bages                                 |
| Château Cantemerle                             | Les Allées de Cantemerle                                     |

### "Crus"clasificados de 1855, Sauternes
| Fincas primeros "crus"      | Segundo vino                                  |
| --------------------------- | --------------------------------------------- |
| Château La Tour Blanche     | Les Charmilles de Tour Blanche                |
| Château Lafaurie-Peyraguey  | La Chapelle de Lafaurie-Peyraguey             |
| Château Clos Haut-Peyraguey | La Gourmandise de Clos Haut-Peyraguey         |
| Château de Rayne-Vigneau    | Madame de Rayne                               |
| Château Suduiraut           | Castelnau de Suduiraut                        |
| Château Coutet              | Chartreuse de Coutet                          |
| Château Climens             | Cyprès de Climens                             |
| Château Guiraud             | Le Dauphin de Guiraud                         |
| Château Rieussec            | Carmes de Rieussec (previamente Clos la Bere) |
| Château Sigalas-Rabaud      | Lieutenant de Sigalas                         |
| Fincas segundos "crus"      |                                               |
| Château Doisy-Dubroca       | La Demoiselle de Doisy                        |
| Château Doisy-Védrines      | Château Petit Védrines                        |
| Château d'Arche             | Prieuré d'Arche                               |
| Château Filhot              | Château Pneau de Rey                          |
| Château Nairac              | Esquisse de Nairac                            |
| Château Caillou             | Les Erables de Caillou                        |
| Château de Malle            | Saint-Hélène                                  |
| Château Romer du Hayot      | Château Andoyse du Hayot                      |
| Château Lamothe             | Les Tourelles de Lamothe                      |
| Château Lamothe-Guignard    | L'ouest de Lamothe-Guignard                   |

### Otros Burdeos
| Fincas clasificadas Graves        | Segundo vino                                               |
| --------------------------------- | ---------------------------------------------------------- |
| Château Bouscaut                  | Les Chênes de Bouscaut                                     |
| Château Carbonnieux               | La Tour-Léognan                                            |
| Domaine de Chevalier              | L'Espirit de Chevalier                                     |
| Château Couhins                   | Couhins La Gravette                                        |
| Château de Fieuzal                | L'Abeille de Fieuzal                                       |
| Château Haut-Bailly               | Le Parde de Haut-Bailly                                    |
| Château Latour-Martillac          | Lagrave-Martillac                                          |
| Château Malartic-Lagravière       | Sillage de Malartic                                        |
| Château La Mission Haut-Brion     | La Chapelle de la Mission                                  |
| Château Olivier                   | La Seigneurie d'Olivier du Chateau Olivier                 |
| Château Pape Clément              | Le Clémentin du Pape Clément                               |
| Château Smith Haut Lafitte        | Les Hauts de Smith                                         |
| Fincas clasificadas Saint Emilion |                                                            |
| Château Ausone                    | Chapelle d'Ausone                                          |
| Château Cheval Blanc              | Le Petit Cheval                                            |
| Château Angélus                   | Carillon de L'Angélus                                      |
| Château Beauséjour                | Croix de Beauséjour                                        |
| Château Beau-Séjour Bécot         | Tournelle de Beau-Séjour Bécot                             |
| Château Canon                     | Clos de Canon                                              |
| Château Figeac                    | La Grange Neuve de Figeac                                  |
| Clos Fourtet                      | Closerie de Fourtet                                        |
| Château La Gaffelière             | Clos La Gaffelière                                         |
| Château Magdelaine                | Sanges de Magdelaine (previamente Château Saint Brice)     |
| Château Pavie-Macquin             | Les Chênes de Macquin                                      |
| Château Troplong Mondot           | Mondot                                                     |
| Château Trottevieille             | La Vieille Dame de Trottevieille                           |
| Château Canon-la-Gaffelière       | Côte Mignon La Gaffelière                                  |
| Château Grand Corbin-Despagne     | Petit Corbin-Despagne                                      |
| Médoc Cru Bourgeois               |                                                            |
| Château Chasse-Spleen             | L'Ermitage de Chasse-Spleen y L'Oratoire de Chasse-Spleen  |
| Château Haut-Marbuzet             | Château MacCarthy                                          |
| Château Labégorce Zédé            | Domaine Zédé y Z de Zédé                                   |
| Château Phélan Ségur              | Franck Phélan                                              |
| Château Potensac                  | La Chapelle de Potensac (previamente Château Lassalle)     |
| Château Poujeaux                  | La Salle de Poujeaux                                       |
| Château Citran                    | Moulins de Citran                                          |
| Fincas sin clasificar             |                                                            |
| Château Beauregard                | Le Benjamin de Beauregard (previamente Domaine des Douves) |
| Château La Conseillante           | Duo de Conseillante                                        |
| Château L'Évangile                | Blason de L'Évangile                                       |
| Château Gazin                     | l'Hospitalet de Gazin                                      |
| Château Gloria                    | Château Peymartin                                          |
| Château Lafleur                   | Les Pensées de Lafleur                                     |
| Château Mazeyres                  | Le Seuil de Mazeyres                                       |
| Château Nénin                     | Fugue de Nénin                                             |
| Château Petit-Village             | Le Jardin de Petit Village                                 |
| Château Rouget                    | Vieux Château des Templiers                                |
| Château Sociando-Mallet           | La Demoiselle de Sociando-Mallet                           |
| Château Valandraud                | Virginie de Valandraud y 3 de Valandraud                   |
| Vieux Château Certan              | Gravette de Certan                                         |